# 天主教卡利博教区
天主教卡利博教区 （拉丁語：Dioecesis Kalibensis）是菲律賓一個羅馬天主教教區，屬天主教卡皮斯总教区。轄區包括阿克蘭省。
2006年有教友454,903人、24個堂區、59名司鐸。教區主教若瑟‧塔拉-奧克。
1976年1月17日升為教區。